# Spiculosiphon oceana
Spiculosiphon oceana (лат.) — вид гигантских фораминифер, которые по внешнему виду и образу жизни напоминают хищных губок. Был открыт в 2013 году в подводных пещерах Средиземноморья.

## Описание

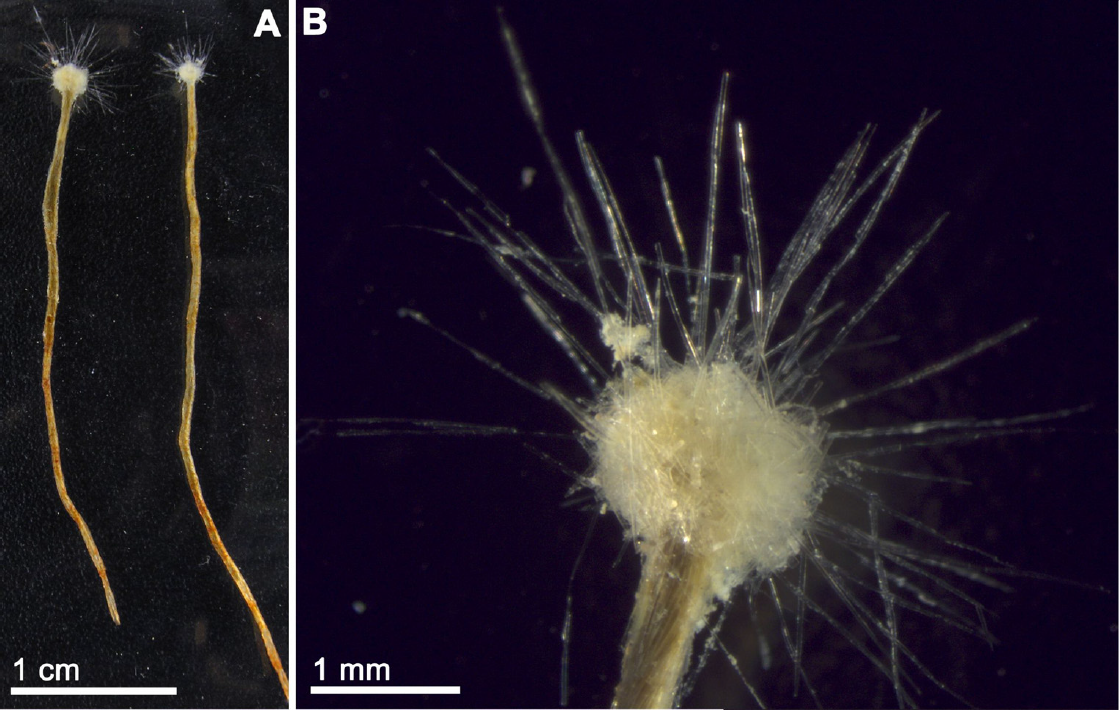
Spiculosiphon oceana. A — общий вид голотипа (слева) и паратипа (справа). В — вид головковидной структуры голотипа крупным планом. Видна шарообразная центральная структура и исходящие из неё спикулы

Внешний скелет фораминиферы Spiculosiphon oceana образован кремнезёмными спикулами отмерших губок, склеенных органическим веществом. Организм представляет собой полый черешок длиной 4 см и диаметром 0,5 см, состоящий из аккуратно подогнанных друг к другу длинных и тонких спикул, склеенных друг с другом параллельно оси черешка. Другой представитель рода Spiculosiphon, Spiculosiphon radiata, имеет в два раза меньшие размеры и встречается в Норвегии. Spiculosiphon oceana — это настоящий гигант мира одноклеточных организмов, самый крупный вид фораминифер в Средиземноморье. Конец черешка замкнут и слегка вздут в луковицеобразную структуру, которая постоянно не прикреплена к субстрату. Другой конец черешка представляет собой полую шаровидную структуру, содержащую основную часть протоплазмы и достигающую в диаметре 1,2—1,8 мм. Он составлен из редко расположенных спикул, разделённых промежутками неправильной формы, так что через него могут проходить псевдоподии. Шаровидная часть образует длинные и тонкие выросты-спикулы, которые не ветвятся и формируют корону диаметром 4 мм. Они также обеспечивают структурную поддержку псевдоподий, выступающих в воду. Выросты расположены таким образом, чтобы площадь контакта псевдоподий, улавливающих пищевые частицы, и воды была наибольшей. Spiculosiphon oceana лежат на боку, не прикрепляясь прочно к субстрату, и выпускает наружу псевдоподии, которые служат для захватывания планктона. Таким образом, строение и образ жизни Spiculosiphon oceana очень похожи на организацию хищных губок, так что можно сделать вывод о конвергентной эволюции этих двух групп. Более того, первоначально этот вид фораминифер был принят за губку.

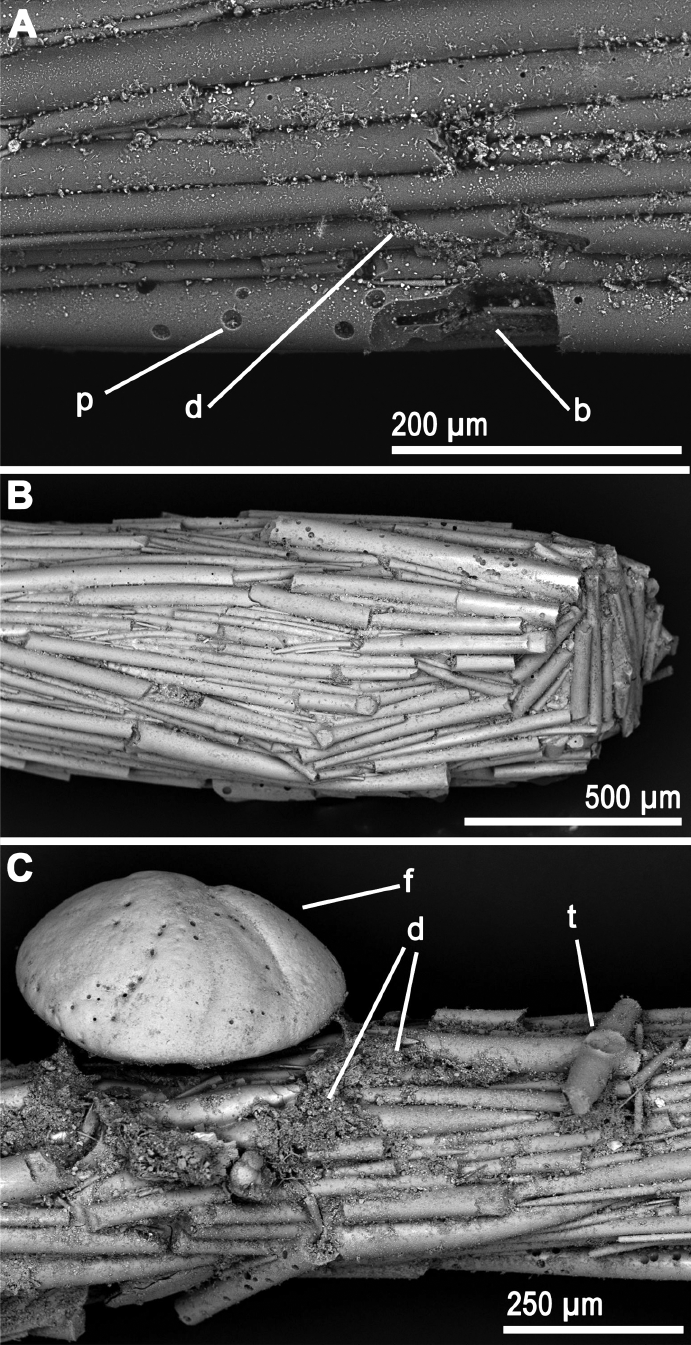
Сканирующая электронная микроскопия черешка Spiculosiphon oceana

Кроме вида Spiculosiphon oceana, в род Spiculosiphon входит вид Spiculosiphon radiata, обнаруженный в песке, собранном со дна в водах северной Норвегии. Морфологически оба вида похожи друг на друга, однако между ними есть и различия. Полый стебелёк S. oceana почти вдвое больше черешка у S. radiata и образует замкнутое луковицеобразное расширение на проксимальном конце. Кроме того, тонкие радиальные спикулы, выходящие из дистального шарообразного расширения S. oceana не разделяются на более тонкие веточки, в отличие от спикул S. radiata.

## Открытие
Вид Spiculosiphon oceana был обнаружен в пещерах у подводной горы Seco de Palos, расположенной на расстоянии 48 км к юго-востоку от Испании. Это первый представитель рода Spiculosiphon, описанный в Средиземноморье. Интересно, что в тех же пещерах впервые были обнаружены хищные губки. Видовой эпитет дан в честь некоммерческой группы Oceana, которая открыла вид вместе с Centro de Estudios Avanzados de Blanes (CEAB-CSIC). Голотип и паратип вида хранятся в Национальном музее естественных наук в Мадриде.
В 2014 году вид Spiculosiphon oceana был включён в список «Десять самых замечательных видов» Международным институтом исследования видов.